# Ašot
Ašot je armensko moško osebno ime. Pomembne osebe s tem imenom so:
- Ašot I. Armenski (820–890), kralj Bagratidske Armenije
- Ašot II. Armenski († 929), kralj Bagratidske Armenije
- Ašot III. Armenski († 977), kralj Bagratidske Armenije
- Ašot IV. Armenski († 1041), kralj Bagratidske Armenije
- Ašot Msaker († 826), armenski knez